# 지산로 (평택시)
지산로(Jisan-ro) 평택시 지산동 신장육교사거리 에서 송북동를 잇는 도로이다.

## 주요 경유지
경기도
- 평택시 (지산동 . 송북동)

## 노선
| 이름             | 접속 노선                 | 소재지        | 소재지        | 비고          |
| 신장로와 직결    | 신장로와 직결             | 신장로와 직결 | 신장로와 직결 | 신장로와 직결 |
| ---------------- | ------------------------- | ------------- | ------------- | ------------- |
| 신장육교사거리   | 탄현로                    | 평택시        | 지산동        |               |
| 송탄터미널사거리 | 송탄로                    | 평택시        | 지산동        |               |
| 지산축협사거리   | 지산2로                   | 평택시        | 지산동        |               |
| 지산사거리       | 국도 제1호선 (경기대로)   | 평택시        | 지산동        |               |
| 동안마을삼거리   | 오리골길                  | 평택시        | 송북동        |               |
| 동안마을사거리   | 동안길 우곡길             | 평택시        | 송북동        |               |
| (이름없음)       | 지방도 제317호선 (삼남로) | 평택시        | 송북동        |               |

## 주요 시설및 건물
- GS25 송탄가이아점 (지산로 10/지산동 803-4)
- 할리스커피 평택지산점 (지산로 10/지산동 803-4)
- 송탄터미널 (지산로 25/지산동 773-7)
- 기아자동차 지산대리점 (지산로 31/지산동 774-1)
- 지산초록도서관 (지산로 48/지산동 1099-1)
- 현대자동차 송탄중앙대리점 (지산로 58/지산동 1074)
- 베스킨라빈스 평택독곡점 (지산로 81/지산동 486)
- 송북초등학교 (지산로 90/지산동 645)
- GS25 송탄대리점 (지산로 101/독곡동 491)
- GS25 송탄스위첸점 (지산로 120/지산동 631-1)
- 그래비티 송탄점 (지산로 164/지산동 590)
- CU 송탄지산로드점 (지산로 171/지산동 594-1)
- E1 지산LPG충전소 (지산로 229/지산동 448-5)
- S-OIL 평안주유소 (지산로 291/지산동 230)